# Aeropuerto Teniente FAP Jaime Montreuil Morales
El aeropuerto Teniente FAP Jaime Montreuil Morales (IATA: CHM, ICAO: SPEO) está ubicado en la ciudad peruana de Chimbote, importante para el departamento de Áncash. Inicio sus operaciones el 9 de diciembre de 1957. Actualmente es operado por el Gobierno Regional de Áncash desde 2011.

## Operaciones
El aeropuerto funciona desde las 13:00 UTC hasta las 21:00 UTC. Posee equipos de medición meteorológica y de comunicaciones, además cuenta con estacionamiento situado frente a la terminal.
La plataforma es de material de asfalto y tiene capacidad para recibir hasta aviones tipo F28.
Cuenta con mostradores de información y de reserva de hoteles, entre otros servicios. Para pasajeros que requieran atención especial, se recomienda coordinar previamente con su compañía aérea o de viajes.

## Aerolíneas y destinos

### Destinos nacionales
| Ciudades                      | Nombre del aeropuerto                 | Aerolíneas    | Aeronaves   | Frecuencias semanales |
| ----------------------------- | ------------------------------------- | ------------- | ----------- | --------------------- |
| Lima (1 destino, 1 aerolínea) |                                       |               |             |                       |
| Lima                          | Aeropuerto Internacional Jorge Chávez | Atsa Airlines | Dash 8-Q400 | 2                     |